# Hai paura del buio?
Hai paura del buio? (Are You Afraid of the Dark?) è una serie televisiva canadese andata in onda per la prima volta dal 1992 al 1996. Visto il successo della prima serie, nel 1999 ne fu prodotta una seconda.

## Trama
La serie segue un gruppo di ragazzi, appartenenti al "Club di Mezzanotte", che ogni settimana si riunisce intorno ad un fuoco per raccontarsi storie di paura. È quindi una serie di tipo antologico, in cui ogni episodio rappresenta una storia a sé. Gli episodi sono storie di genere horror-fantascientifico.

## Episodi
| Stagione         | Episodi | Prima TV originale | Prima TV Italia |
| ---------------- | ------- | ------------------ | --------------- |
| Prima stagione   | 13      | 1990-1991          | 1994            |
| Seconda stagione | 13      | 1991-1992          | 1994            |
| Terza stagione   | 13      | 1992-1993          | 1994            |
| Quarta stagione  | 13      | 1993-1994          | 1994            |
| Quinta stagione  | 13      | 1995-1996          | 1996            |
| Seconda serie    |         |                    |                 |
| Sesta stagione   | 13      | 1999               | 1999            |
| Settima stagione | 13      | 2000               | 2000            |
| Terza serie      |         |                    |                 |
| Ottava stagione  | 3       | 2019               | 2020            |
| Nona stagione    | 6       | 2021               | 2021            |

## Personaggi e interpreti

### Prima serie (1992 – 1996)
- Gary (stagioni 1-5), interpretato da Ross Hull, doppiato da Mirko Savone.
Un ragazzo modesto e dall'aspetto libresco, fondatore di questa generazione del Club di Mezzanotte. Gary ha una spiccata attrazione per la magia, in particolare per quanto riguarda il mago Houdini. Le sue storie tendono a ruotare attorno a oggetti maledetti o incantati con proprietà soprannaturali e a come, nelle mani sbagliate, possano causare disastri, sia per chi li possiede che per chi gli sta intorno. Le sue storie hanno il personaggio ricorrente "Sardo"; la maggior parte delle sue storie ha il personaggio principale che acquista un oggetto incantato dal negozio di Sardo. Nell'episodio in 3 parti, "The Tale of the Silver Sight", Gary rivela che suo nonno era il fondatore della Midnight Society e che sono state le storie di suo nonno a ispirarlo a ricreare il gruppo.
- Kiki (stagioni 1-5), interpretata da Jodie Resther.
Una ragazza vivace e maschiaccio che spesso prende in giro gli altri. Molte delle sue storie includono trame in cui il pericolo della disattenzione o dell'inganno, così come il pericolo del passato, si ripete. È anche degno di nota che un gran numero di personaggi nelle sue storie sono anche di discendenza africana (probabilmente perché Kiki stessa è afro-canadese), anche se la tendenza si esaurisce più avanti nella serie. Una storia che ha inventato ha dovuto essere letta da Gary perché all'epoca soffriva di laringite.
- Betty Ann (stagioni 1-5), interpretata da Raine Pare-Coull, doppiata da Barbara De Bortoli.
Una ragazza vivace che ha una passione aperta e ardente per il bizzarro e il contorto. Le sue storie spesso includono temi in cui un alieno o una forza soprannaturale sta cercando di entrare nel mondo dei personaggi, o altrimenti sta cercando di trascinarli nei loro regni innaturali. Le sue storie tendono ad avere colpi di scena che ricordano gli episodi di Twilight Zone, suggerendo che anche dopo che i protagonisti delle sue storie riescono a sconfiggere gli antagonisti, devono ancora sfuggire completamente al pericolo entro la fine.
- Frank (stagioni 1-4), interpretato da Jason Alisharan.
Un adolescente punk con un atteggiamento sfacciato. Sebbene le sue storie non abbiano spesso un tema ricorrente, hanno spesso il personaggio ricorrente Dr. Vink che appare come il cattivo, o almeno, il creatore dell'antagonista della storia. Il primo episodio della serie vede Frank tentare di impressionare il Club di Mezzanotte con una storia per ottenere l'ammissione come membro, cosa che fa con "The Tale of the Phantom Cab". Nella quinta stagione, lui e la sua famiglia si sono trasferiti, e lui è stato sostituito nel gruppo da Stig.
- Tucker (stagioni 3-7), interpretato da Daniel DeSanto.
Fratello minore di Gary e membro più giovane del Club di Mezzanotte. A causa della sua età, è spesso raffigurato come un giovane odioso. Le sue storie tendono a coinvolgere relazioni familiari che all'inizio sono aspre ma che diventano più forti di fronte alle avversità, riflettendo forse la sua relazione con il fratello Gary. C'è anche un tema ricorrente dei personaggi che scatenano accidentalmente il male nel loro mondo. Dopo che Gary se n'è andato, ha preso il suo posto come presidente del Club di Mezzanotte. Una volta che Tucker è al comando, è meno un moccioso e più un leader serio come il fratello maggiore. È l'unico personaggio ad apparire in entrambe le generazioni del Club di Mezzanotte.
- Samantha "Sam" (stagioni 3-5), interpretata da Joanna García, doppiata da Federica De Bortoli.
Una ragazza timida con una cotta reciproca evidente per Gary, che diventa uno degli archi narrativi più importanti di entrambi i loro sviluppi nella serie. Riflettendo questo affetto per Gary, le storie di Sam tendono ad avere un tema più forte dell'amore e della sua resistenza anche oltre la morte.
- Kristen (stagioni 1-2), interpretata da Rachel Blanchard.
Una ragazza che, sebbene schizzinosa per molte altre cose, ha una passione per le storie di fantasmi e le fiabe . Ha una cotta crescente per David e il loro affetto reciproco è un arco narrativo in via di sviluppo nelle prime stagioni. Le piace travestirsi per le sue storie o portare qualcosa di effetto, a volte per spaventare gli altri e le sue storie hanno quasi sempre a che fare con fantasmi del passato che hanno affari in sospeso che non possono completare senza l'aiuto dei vivi. Nella terza stagione, ha lasciato il Club di Mezzanotte a causa del suo trasloco con la famiglia ed è stata sostituita nel gruppo da Sam.
- David (stagioni 1-2), interpretato da Nathaniel Moreau.
Un ragazzo tranquillo con un'espressione misteriosa. Riflettendo la sua natura introversa e la necessità di gestire la sua cotta per Kristen, le storie di David tendono a riguardare meno le forze esterne maligne e più il male degli eventi passati rimasti irrisolti, o l'oscurità dentro le persone normali e le conseguenze del non gestire le loro azioni. Nella terza stagione, lui e la sua famiglia si sono trasferiti e lui è stato sostituito nel gruppo da Tucker.
- Stig (stagione 5), interpretato da Codie Lucas Wilbee.
Il suo soprannome potrebbe derivare dal termine stigma , in quanto è considerato un outsider per la sua notevole mancanza di igiene. Stig è l'ultimo membro ad essere iniziato in questa generazione del Club di Mezzanotte. Come tale, ha solo due storie nella serie prima che il cast venga cambiato: "The Tale of the Dead Man's Float" e "The Tale of Station 109.1". A causa dell'avversione che le persone sembrano avere nei suoi confronti per il suo aspetto, entrambe le sue storie sembrano ruotare attorno a outsider giudicati per il loro aspetto e/o gusto.
- Eric (stagione 1), interpretato da Jacob Tierney.
Eric è raffigurato come un adolescente minuto con evidenti origini irlandesi che influenzano la sua prima storia. Poiché ha avuto solo due storie nella prima stagione prima che il suo personaggio venisse tagliato, non c'è un tema visibile nella sua narrazione, ma sembrano riguardare forze maligne incredibilmente potenti (alcune mai dimostrate innocenti o fraintese come altre). Nella sua breve apparizione nello show, Eric è stato mostrato come piuttosto sprezzante e negativo, trascorrendo la maggior parte del tempo a fare commenti sarcastici e ad antagonizzare gli altri membri, in particolare Frank. È l'unico personaggio ad abbandonare lo show senza alcuna spiegazione per la sua partenza.

### Seconda serie (1999 – 2000)
- Quinn (stagioni 6-7), interpretato da Kareem Blackwell.
- Megan (stagioni 6-7), interpretata da Elisha Cuthbert.
- Vange (stagioni 6-7), interpretata da Vanessa Lengies.
- Tucker (stagioni 3-7), interpretato da Daniel DeSanto, doppiato da Micaela Incitti.
- Andy (stagioni 6-7), interpretato da David Deveau.

### Caratterizzazioni
Due dei personaggi ricorrenti sono il dr. Vink e mr. Sardò. Il primo è una sorta di scienziato pazzo le cui strambe invenzioni nascondono piccole (e a volte anche sgradevoli) sorprese; il secondo è il titolare di un negozietto di bric-a-brac che vende oggetti magici. Accomuna i due il fatto che il loro nome non è mai pronunciato correttamente: dr. Vink è spesso pronunciato come "dr. Fink" e lui risponde: "Vink, con la V. V. V."; quanto a Mr. Sardò, nessuno lo pronuncia con l'accento, per cui l'uomo, arrabbiato, replica: "Sardò! Il mio nome è Sardò!".

### Guest star
- Nell'episodio The Tale of the Dangerous Soup, compare come co-protagonista Neve Campbell, protagonista della pentalogia di Scream.
- Nell'episodio The Tale of Station 109.1 il protagonista è un giovanissimo Ryan Gosling.

## Distribuzione
Inizialmente prodotta dalle compagnie canadesi YTV e Cinar collaborò quella americana Nickelodeon. Tutti gli episodi furono girati nel territorio canadese, a Montréal.

### Trasmissioni televisive
- Canada, dal 31 ottobre 1990 all'11 giugno 2000 su YTV.
- USA, dal 15 agosto 1992 all'11 giugno 2000 su Nickelodeon's SNICK.
- Italia, le due serie vennero trasmesse per intero dal 1994 al 2000 in onda su Rai Uno e replicate su Rai Gulp.

### Distribuzione online
- iTunes, Amazon Video, Google Play (USA).[1][2][3]
- Netflix (Canada, Australia, Nuova Zelanda).[4]
- YouTube.[5]

## Citazioni cinematografiche e letterarie
- L'episodio The Tale of the Twisted Claw è basato sul racconto The Monkey's Paw di W. W. Jacobs.
- L'episodio The Tale of the Hatching è ispirato alla celebre serie televisiva dei Visitors. La perfida aliena dell'episodio porta inoltre un'acconciatura che ricorda quella che sfoggiava Jane Badler.
- L'episodio Il bosco stregato è ispirato al film Gli occhi del parco.
- L'episodio The Tale of the Curious Camera è ispirato all'episodio Un'insolita macchina fotografica della serie Ai confini della realtà.
- L'episodio La storia dei demoni dell'acqua (The Tale of the Water Demons) è ispirato al film Fog.
- L'episodio The Tale of the Unexpected Visitor presenta chiari riferimenti al film Incontri ravvicinati del terzo tipo.
- L'episodio The Tale of the Last Dance è basato sul romanzo Il fantasma dell'Opera di Gaston Leroux.
- Secondo quanto dichiarato da M. Night Shyamalan, l'episodio The Tale of the Dream Girl ha funto da ispirazione per il film The Sixth Sense - Il sesto senso.